# ボルチモアワシントンインターナショナルターフカップ
ボルチモアワシントンインターナショナルターフカップ（ Baltimore Washington International Turf Cup）はアメリカ合衆国・ピムリコ競馬場の芝1マイルで施行する競馬のリステッド競走である。かって国際競走として名の知られたワシントンDCインターナショナルの名を引き継いでいる。

## 概要
2005年にコロニアルターフカップ (Colonial Turf Cup) の名で「グランドスラム・オブ・グラス」の第1戦目としてコロニアルダウンズ競馬場において創設された競走である。アメリカの芝路線に参入の余地があるとの想定が当たり2007年にグレード3、2009年にグレード2と順調に昇格していたが、2010年にグランドスラム・オブ・グラスが打ち切られる。
2011年にはバージニアダービーの勝馬がコロニアルダウンズ競馬場に戻る機会を作るための実験的な取り組みとして3歳のみから3歳以上に競走条件が見直され、この変更によりグレードを失う。2013年にグレード2に復帰したが、開催地であるコロニアルダウンズ競馬場の閉鎖にともない2014年は中止された。
州内の開催地を失ったバージニア州の競馬団体は2014年から州を越えたメリーランド州のローレルパーク競馬場において5つのバージニア産駒限定競走を主催することとなり、2015年には「コモンウェルスデー」と銘打った開催において本競走がコモンウェルスカップ (Commonwealth Cup) の名で再開される。2015年には距離を現行の1マイルに短縮し名称をコモンウェルスターフカップ (Commonwealth Turf Cup) に変更しつつ施行された。2017年からは名称をかって当地で開催されていたワシントンDCインターナショナルにちなんだボルチモアワシントンインターナショナルターフカップに変更し、バージニア州の競馬団体主催ではなくなったうえで「クラスオンザグラス」開催のメインレースとして施行されるようになる。
2018年にはグレード3に降格となり、コモンウェルスデーとは異なる日程で施行された。2020年の新型コロナウイルス流行による中止を経て、2021年からはメリーランド州内のピムリコ競馬場で施行されている。

## 歴史
- 2005年 出走条件3歳の芝1マイル3/16で施行されるリステッド競走としてコロニアルターフカップの名で創設。
- 2007年 グレード3に昇格。
- 2009年 グレード2に昇格。
- 2011年 出走条件を3歳以上に変更し、条件変更によりリステッド競走となる[6]。
- 2013年 グレード2に復帰。
- 2014年 コロニアルダウンズ競馬場の閉鎖にともない中止。
- 2015年 ローレルパーク競馬場において競走距離を1マイル1/8に短縮し、コモンウェルスカップの名で再開。
- 2016年 施行距離を芝1マイルに短縮し、名称をコモンウェルスターフカップに変更。
- 2017年 名称をボルチモアワシントンインターナショナルターフカップに変更。
- 2018年 グレード3に降格。
- 2020年 新型コロナウイルス流行の影響により中止[11]。
- 2021年 開催地をピムリコ競馬場に変更。
- 2024年 リステッドに降格[1]。

### 歴代優勝馬
※下記表の距離についてはマイル換算で記載
| 回数   | 施行日        | 競馬場             | 距離   | 優勝馬             | 性齢 | タイム  | 優勝騎手       | 管理調教師        | 賞金総額  |
| ------ | ------------- | ------------------ | ------ | ------------------ | ---- | ------- | -------------- | ----------------- | --------- |
| 第1回  | 2005年6月25日 | コロニアルダウンズ | 1+3⁄16 | English Channel    | 牡3  | 1:56.37 | J.R.Velazquez  | T.A.Pletcher      | 50万ドル  |
| 第2回  | 2006年6月24日 | コロニアルダウンズ | 1+3⁄16 | Showing Up         | 牡3  | 1:52.98 | C.H.Velasquez  | B.Tagg            | 100万ドル |
| 第3回  | 2007年6月16日 | コロニアルダウンズ | 1+3⁄16 | Summer Doldrums    | 牡3  | 1:55.68 | J.Lezcano      | R.A.Violette,Jr.  | 75万ドル  |
| 第4回  | 2008年6月21日 | コロニアルダウンズ | 1+3⁄16 | Sailor's Cap       | 牡3  | 2:04.42 | A.Garcia       | J.J.Toner         | 60万ドル  |
| 第5回  | 2009年6月20日 | コロニアルダウンズ | 1+3⁄16 | Battle of Hastings | 騸3  | 1:57.79 | T.Baze         | J.Mullins         | 50万ドル  |
| 第6回  | 2010年6月19日 | コロニアルダウンズ | 1+3⁄16 | Paddy O'Prado      | 牡3  | 1:54.20 | K.J.Desormeaux | D.L.Romans        | 50万ドル  |
| 第7回  | 2011年6月18日 | コロニアルダウンズ | 1+3⁄16 | Rahystrada         | 騸7  | 1:54.68 | S.Russell      | B.G.Hughes        | 50万ドル  |
| 第8回  | 2012年6月16日 | コロニアルダウンズ | 1+3⁄16 | Turbo Compressor   | 牡4  | 1:55.15 | J.Bravo        | T.A.Pletcher      | 50万ドル  |
| 第9回  | 2013年6月22日 | コロニアルダウンズ | 1+3⁄16 | London Lane        | 騸6  | 1:55.94 | H.Karamanos    | L.E.Murray        | 30万ドル  |
| 第10回 | 2015年9月19日 | ローレルパーク     | 1+1⁄8  | Mr Speaker         | 牡3  | 1:47.77 | J.L.Ortiz      | C.R.McGaughey III | 25万ドル  |
| 第11回 | 2016年9月24日 | ローレルパーク     | 1      | Blacktype          | 騸5  | 1:33.43 | T.McCarthy     | C.Clement         | 20万ドル  |
| 第12回 | 2017年9月30日 | ローレルパーク     | 1      | Projected          | 騸5  | 1:34.25 | N.Juarez       | C.C.Brown         | 20万ドル  |
| 第13回 | 2018年9月29日 | ローレルパーク     | 1      | Doctor Mounty      | 牡5  | 1:41.78 | F.Boyce        | C.R.McGaughey III | 20万ドル  |
| 第14回 | 2019年9月21日 | ローレルパーク     | 1      | Caribou Club       | 騸5  | 1:33.35 | F.Lynch        | T.F.Proctor       | 20万ドル  |
| 第15回 | 2021年7月24日 | ピムリコ           | 1      | Field Pass         | 牡4  | 1:35.12 | V.R.Carrasco   | M.J.Maker         | 20万ドル  |
| 第16回 | 2022年9月10日 | ピムリコ           | 1      | Set Piece          | 騸6  | 1:35.70 | S.Russell      | B.H.Cox           | 20万ドル  |
| 第17回 | 2023年9月16日 | ピムリコ           | 1      | Highestdistinction | 騸6  | 1:36.63 | J.Rendon       | L.Schultz         | 20万ドル  |